# Церковь Вознесения Господня (Севастополь)
Церковь Вознесения Господня — православный храм в Севастополе. Расположен на улице Челюскинцев на Северной стороне. Современное здание выполнено в византийском стиле. Впервые церковь на этом месте была освящена в 1856 году. Дважды перестраивался в 1862 и 1905 годах. После Второй мировой войны в 1953 году церковь была разрушена и восстановлена в 2014 году. В составе Севастопольского благочиния Симферопольской и Крымской епархии Русской православной церкви.

## История

### XIX—XX век
После окончания Крымской войны главнокомандующий французскими войсками Жан-Жак Пелисье принял решение при уходе из Севастополе оставить в дар жителям города свой походный католический храм. Сборно-щитовое сооружение было выполнено из дерева и располагалось в Бартеньевке близ Братского кладбища. По православной традиции храм был освящён в июле 1856 года во имя святых апостолов Петра и Павла и действовал как церковь при морском госпитале.
В 1862 году на месте деревянной церкви на деньги прихожан был построен каменный храм. В 1884 году в помещении был установлен иконостас, а в 1879 году — колокольня. Новый храм был в честь Вознесения Господня. К концу XIX века задание сильно обветшало.
Воздвигнуть новый храм «в память отступления с южной стороны города» вместо деревянного предложил священник Фёдор Тимковский. Пожертвование на строительство делали части русской армии и Комитет по восстановлению памятников Севастопольской обороны. Участок под храм и стройматериалы выделило инженерное ведомство. Строительство началось 24 августа 1903 года под руководством Фридриха Оскара Энберга. Освящение церкви состоялось 30 июля 1905 года. Здание было сделано одкупольным и с рядом находящейся шатровой колокольней. По величине прихода храм стал вторым в Севастополе и крупнейшем на Северной стороне города.

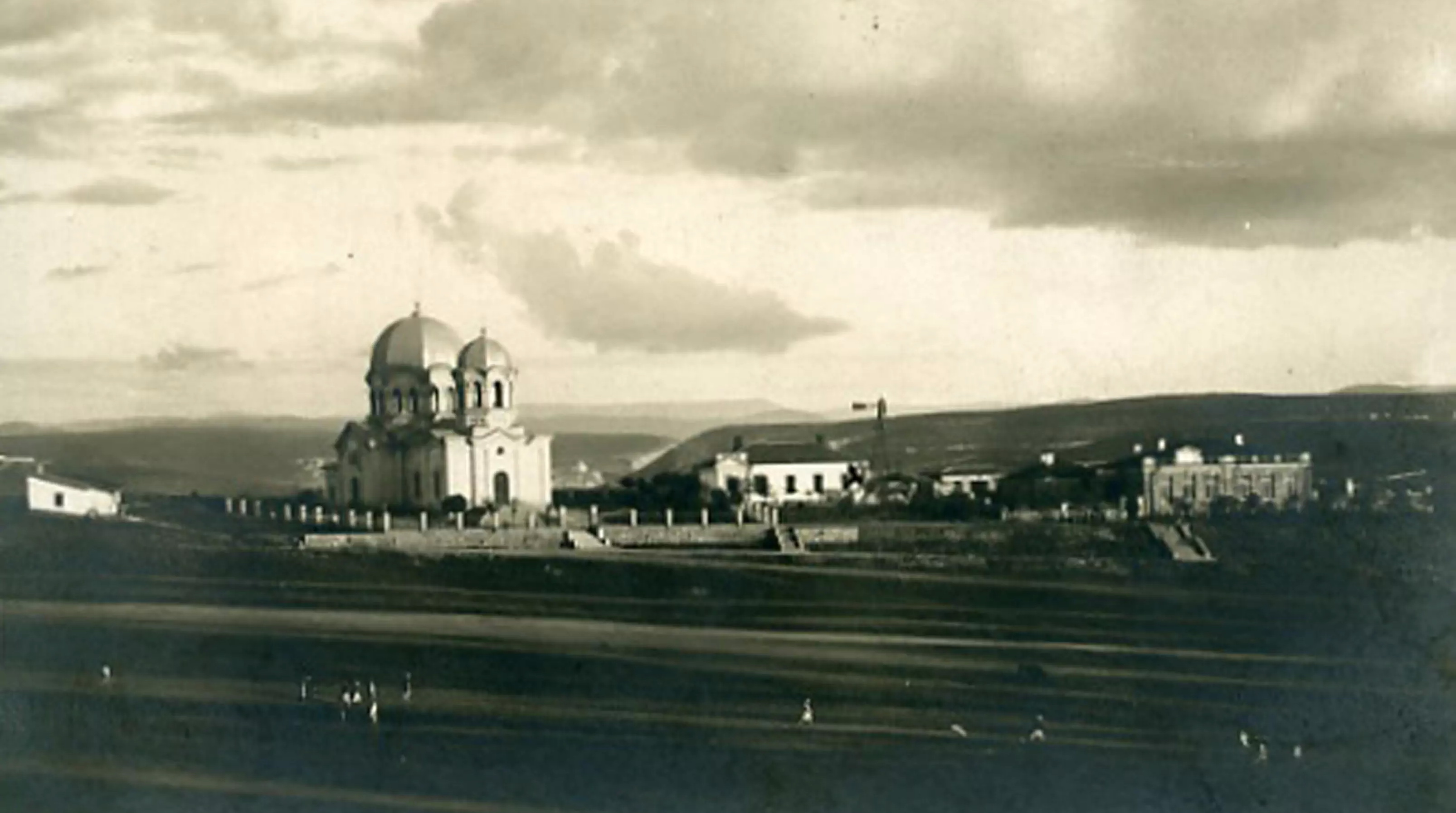
Вознесенская церковь на Северной стороне

При новом храме функционировала церковно-приходская школа. Само учебное заведение было открыто ещё в 1885 году как училище для детей местного населения. При Петропавловской храме 16 октября 1885 года было учреждено церковное братство «с целью содействия убеждению и вразумлению заблуждающихся членов православной церкви, заботе о благолепии приходского храма и призрению бедных, престарелых и беспризорных сирот». Первым председателем общества был избран подполковник А. А. Горенко. Поскольку значительный вклад в строительство церкви и развитие школы внесли великий князь Александр Михайлович и его супруга Ксения Александровна 25 апреля 1908 года школа получила наименование Ксенинская.

В 1910-е годы священником в церкви Вознесения Господня был К. А. Калиновский. Решением ЦИК Крымской АССР от 1933 года церковь была закрыта и переделана под столовую. Во время Великой Отечественной войны пострадала кровля и в послевоенные годы помещение было заброшено. Окончательно строение было снесено в 1953 году. От старого здания сохранились несколько ступеней. Впоследствии на этом месте находился пустырь.

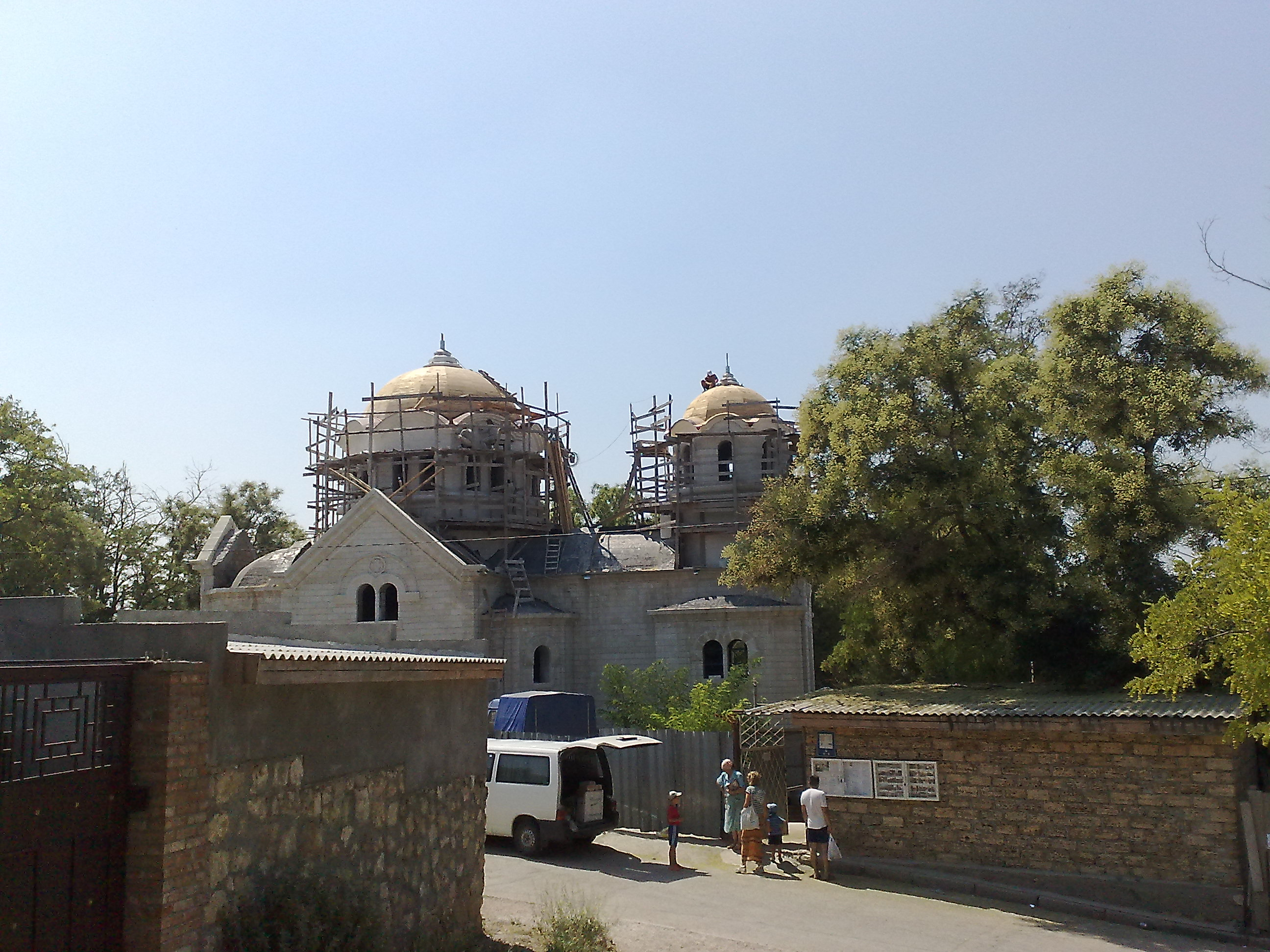
Строительство храма, 2009 год

### Восстановление
Восстановление церкви начал монах Зиновий (Ион). Во главе общины встал иерей Николай Кравец, который провёл в 2002 году на пустыре первое богослужение. После кончины Николая Кравца храм возглавил его сын — протоиерей Борис. Окончательно возведение церкви было закончено в 2014 году. Новое здание исполнено из альминского камня в византийском стиле с медной кровлей. Архитекторами проекта выступили Валерий Осьмухин и Эдуард Хубулов. Проект в общих чертах повторяет проект 1903 года при несколько изменённых пропорциях.
В составе Севастопольского благочиния Симферопольской и Крымской епархии Русской православной церкви. Настоятель — протоиерей Борис Кравец.
В 2020 году рядом с храмом была построена Ксениинская воскресная школа.